# 5538 Luichewoo
Az 5538 Luichewoo (ideiglenes jelöléssel 1964 TU2) a Naprendszer kisbolygóövében található aszteroida. A Bíbor-hegyi Obszervatóriumban fedezték fel 1964. október 9-én.